# Yo-kai Watch Blasters
Yo-kai Watch Blasters  es un videojuego de rol desarrollado por Level-5 para Nintendo 3DS. Yo-kai Watch Blasters se lanzó originalmente en dos versiones, llamadas Liga del gato rojo y Escuadrón del perro blanco. Es un videojuego derivado basado en el minijuego «Blasters» del videojuego principal de la serie Yo-kai Watch 2. Fue publicado en Japón por Level-5 en julio de 2015 y en todo el mundo por Nintendo en septiembre de 2018. Los personajes humanos están notablemente ausentes de la jugabilidad, y en su lugar los jugadores controlan a los yōkai en un estilo de acción beat 'em up. 
La historia sigue a Jibanyan y su equipo de Blasters para detener las travesuras de los Yo-kai. Los jugadores deben enfrentarse a varias misiones y jefes, y entablar amistad con nuevos Yo-kai en el proceso. El videojuego pretende ser una parodia/homenaje a la franquicia cinematográfica de Los cazafantasmas, y lleva su nombre en la versión japonesa. Sin embargo, por cuestiones de derechos de autor y licencias, la versión occidental fue rebautizada, y la mayoría de las referencias directas a los Cazafantasmas fueron removidas.

## Sistema de juego
En Yo-kai Watch Blasters, el jugador controla a un Yo-kai; sólo hay cuatro ranuras de medallas en el videojuego, en contraste con las seis ranuras de los videojuegos de la serie principal. El videojuego tiene tres tipos de misiones: Historia, Patrulla, Jefe Grande y Reto Definitivo. En todas las misiones, los jugadores recogen orbes oni, una moneda del juego que se utiliza para subir de nivel a los Yo-kai, comprar objetos, fabricar y mejorar el equipo, utilizar el Expendekai, etc. El Expendekai permite al jugador gastar monedas para tener la oportunidad de obtener objetos y Yo-kai raros.
En las misiones de Historia, el jugador avanza en la historia para convertirse en el mejor Blaster posible. Hay dos tipos de misiones de historia: misiones principales y submisiones. Como sugiere el nombre, las misiones principales son esenciales para completar la historia. Las submisiones son generalmente opcionales, aunque algunas son esenciales para avanzar en la historia principal.
En las misiones de Patrulla, el jugador explora diferentes ciudades de su elección para hacerse amigo de Yo-kai y completar pequeñas misiones llamadas Minimisiones, que recompensan con orbes oni.
En las misiones de Jefe Grande, el jugador puede volver a luchar contra los jefes derrotados previamente en misiones de Historia. Cada misión de Jefe Grande tiene un nivel de dificultad seleccionable: modo Normal, Súper y Ultra. Los Jefe Grande Ultra requieren el uso de un elemento llamado «orbe ultra» específico para cada jefe para poder ser desafiados. Los requisitos para obtener orbes ultra varían entre jefes. Además, ocho jefes tienen un modo de desafío adicional, donde el objetivo es vencer a una cantidad determinada de ellos con dificultad creciente lo más rápido posible.
Las misiones de Reto Definitivo son misiones extras, como enfrentar a todos los Jefes Grandes en el menor tiempo posible o coleccionar orbes en el menos tiempo posible.
Cada misión tiene un conjunto de objetivos distintos, que pueden incluir recolectar objetos, luchar contra Yo-kai, etc. Si todos los Yo-kai se desmayan o se agota el tiempo, la misión fracasa.

### Roles
Cada Yo-kai jugable tiene uno de cuatro roles: luchador, tanque, sanador y comando. Los luchadores se especializan en causar daño a los enemigos para derrotarlos. Los tanques protegen al equipo con técnicas defensivas y los apoyan usando efectos de Espiritación negativos. El propósito principal de los sanadores es curar al equipo para ayudarlos a mantenerse con vida. Los comandos usan diferentes técnicas para apoyar a los aliados debilitando a los enemigos e infligiendo daño.

### Movimientos
Cada Yo-kai tiene acceso a un ataque normal y de tres a cuatro ataques de técnica. Algunos de estos están restringidos a ciertos roles o Yo-kai. Además, cada Yo-kai tiene un movimiento especial y poderoso llamado Animáximum, que solo se puede realizar después de que el medidor de almas se cargue mediante ataques. Algunos movimientos Animáximum tardan más en cargarse que otros para el mismo ataque.

### Estado y equipamiento
De manera similar a los videojuegos principales, en Yo-kai Watch Blasters cada Yo-kai tiene 5 estadísticas: PV, fuerza, espíritu, defensa y velocidad. Los PV determinan cuánto daño puede recibir un Yo-kai. La velocidad determina qué tan rápido se mueve el Yo-kai en el campo: a velocidad rápida, normal o lenta. La fuerza afecta qué tan poderosos son los ataques físicos de un Yo-kai, y la defensa afecta la cantidad de daño que un Yo-kai recibe de los ataques. El espíritu afecta la fuerza de los ataque de espíritu. El jugador puede darle equipo a los Yo-kai para aumentar sus estadísticas.
El equipo a veces tiene beneficios adicionales, como una mayor probabilidad de golpe crítico o resistencia a ataques elementales. Los jugadores pueden crear o fortalecer el equipo, que generalmente requiere materiales y orbes oni, y ocasionalmente almas de Yo-kai. Los jugadores también pueden obtener equipo escaneando códigos QR especiales o como tesoros después de completar una misión.
Los jugadores pueden realizar Almagia para convertir a los Yo-kai en elementos equipables llamados Gemas del Alma que otorgan ciertos beneficios. Las Gemas del Alma se pueden subir de nivel fusionándolas con otras gemas o se pueden convertir en raras gemas del alma fusionando dos gemas específicas.

## Lanzamiento
El éxito comercial de los videojuegos derivados en Japón dio lugar a una expansión gratuita, Brigada del conejo lunar, que se lanzó en Japón en diciembre de 2015 y en todo el mundo en septiembre de 2018.
Además, en diciembre de 2015 se lanzó una versión arcade exclusiva para Japón titulada Yo-kai Watch Busters Tekki-gun.

## Recepción
Ambas versiones de Yo-kai Watch Blasters recibieron críticas mixtas o promedio, según el agregador de reseñas Metacritic.

## Secuela
Una secuela, Yo-kai Watch Busters 2, también fue lanzada en dos versiones el 16 de diciembre de 2017. Los videojuegos de la secuela son enlazables con los videojuegos Blasters, así como las tres versiones de Yo-kai Watch 3 lanzadas en Japón.